# الحماية المبنية على اللغة
في علم الحوسبة، الحماية المبنية على اللغة (بالإنجليزية: Language-based security)‏ ومختصرها (LBS) هي مجموعة تقنيات التي تمكن من تقوية حماية التطبيقات على مستوى عالي باستخدام خصائص لغات البرمجة، ال.اس.بي تأخذ بنظر الاعتبار على مستوى التطبيقات، مسهلة عملية منع الخروقات التي تعجز انظمة التشغيل التقليدية عن ايقافها.

## تحفيز
استخدام أنظمة تشغيل كبيرة، مثل السكادا (SCADA)، تحتل نسبة كبيرة من الاستخدام في العالم، وأنظمة الحاسبات تمثل نواة كثير من البنية التحتية. المجتمع يعتمد بصورة كبيرة على البنية التحتية مثل الماء، الطاقة، الاتصالات والمواصلات، التي بدورها تعتمد اعتمادا كليا على أنظمة الحاسبات، هنالك عدة أمثلة معروفة عندما تتعرض الأنظمة الحساسة إلى الخلل والفشل بسبب مشاكل وأعطال برمجية، مثلما حدث لأنظمة LAX عندما أدت قلة الذاكرة في أنظمة الحاسبات إلى عطل النظام بأكمله، مما أدى إلى تأخير مئات من الرحلات الجوية (أبريل 30,2014).